# Federico Guillermo I de Brandeburgo
Federico Guillermo (en alemán: Friedrich Wilhelm; Berlín, 16 de febrero de 1620-Potsdam, 29 de abril de 1688) fue Margrave elector de Brandeburgo y duque de Prusia desde 1640. Miembro de la Casa de Hohenzollern, conocido popularmente como el Gran Elector debido a su capacidad militar y política, Federico Guillermo era un pilar firme del Calvinismo, asociado al aumento de la clase comercial. Vio la importancia del comercio y lo promovió vigorosamente. Sus astutas reformas internas en Prusia fortalecieron su posición en el orden político posterior al Tratado de Westfalia vigente en la Europa Central y septentrional, contribuyendo a que Prusia pasara de ser un Ducado a Reino, logrado para su hijo y sucesor Federico I de Prusia.

## Biografía
Federico Guillermo nació en Berlín, hijo de Jorge Guillermo I de Brandeburgo y su esposa Isabel Carlota del Palatinado. Su herencia consistió en el Margraviato de Brandeburgo, el Ducado de Cléveris, el Condado de Marck y el Ducado de Prusia.

### El Príncipe elector Federico Guillermo
En verano de 1631 a sus once años de edad, Federico Guillermo departió por vez primera con el rey Gustavo Adolfo, recibiendo una impresión indeleble. Gustavo Adolfo se convirtió en su héroe favorito y muchos años después recordaba aún a su historiógrafo la gran amistad que el rey de Suecia le demostrara en su juventud. Después de Breintenfeld la estrella de Gustavo Adolfo se hallaba en su cenit. Cuando en 1632, renóvose la cuestión del proyectado matrimonio, Jorge Guillermo, se mostró menos entusiasta, su tío Cristián se convirtió al catolicismo y Oxenstierna, que dio pruebas de asombrosa lentitud, en los círculos diplomáticos la boda se consideraba asunto concluido.
En verano de 1633, los restos mortales de Gustavo Adolfo eran transferidos en el puerto de Wolgast a un barco de guerra sueco. El joven Federico Guillermo se hallaba allí presente. Pasó luego el invierno en Stettin, junto al duque Bogislao de Pomerania, para conocer el país que heredaría un día; después, como Estocolmo no daba señales de vida, el joven príncipe fue enviado a Holanda, para perfeccionar su educación. Dícese que en su cámara hizo colgar dos retratos: el de su padre y el de Gustavo Adolfo.
```
La estancia de Federico en Holanda tuvo para su desarrollo intelectual la misma importancia a que tendría para la del ruso Pedro el Grande. Los estudios teóricos lo atraían poco. Se comprende que las doctas disertaciones de Grocio sobre el derecho de gentes lo adormecian; el joven príncipe se interesaba ante todo por las cosas concretas, de utilidad inmediata, acerca de ello, esta república de mercaderes tenía muchísimo que enseñarle. Observaba cómo los holandeses transformaban sus pantanos en campos fértiles y con cuánta inteligencia y energía hacían progresar la economía de su país. De este modo Federico Guillermo concibió la ambición —muy loable— de convertir sus territorios en una nueva Holanda. Soñaba con poseer flotas mercantes y de guerra y de adquirir y explotar colonias en lejanos países, como las demás naciones. Federico Guillermo conoció a la familia de su tío Federico V, el efímero rey de Bohemia que vivía allí desterrado; sus relaciones con estos infortunados parientes le inspiraron profunda desconfianza hacia los católicos y el emperador. Al propio tiempo había observado con desagrado, tras la derrota de los suecos en Nórdlingen, cómo el partido antisueco, dirigido por el católico Schwarzenberg, arrastraba a la corte de Berlín y el Brandeburgo se aliaba con los enemigos de Suecia. Cuando en 1636 Jorge Guillermo cursó a su hijo la  orden de regreso, el príncipe buscó toda clase de pretextos – le faltaba dinero, temía marearse, etcétera— para retrasar dos años su retorno a Berlín. En diciembre de 1640 fallecía el príncipe-elector y le sucedió Federico Guillermo.
[
1
]
```

### El imperio de la fantasía
En el museo Hohenzollern de Berlín se conserva un retrato del joven príncipe-elector a la edad de veintiún años. Hermoso y varonil, un poco obeso ya, ostenta elegante vestido de corte negro, adornado de preciosos encajes; brillan los diamantes en su sombrero y en la guarnición de su espada. El fondo del cuadro representa la imponente fachada de un palacio.
Este retrato impresiona en el acto por la energía y actitud decidida del personaje, por su rostro de águila de ojos vigilantes y la mirada penetrante y astuta. Federico Guillermo era hombre de acción, sanguíneo y robusto, con intensa propensión a hacerse respetar, buen vividor, con marcada predilección hacia las bromas pesadas, amante de la risa y muy comunicativo. Como vulgarmente se dice, echaba la casa por la ventana. "Admiro a ese príncipe-elector, a quien nada le gusta tanto como los largos informes bien detallados escribía el diplomático imperial Lisola-. Lee, estudia y lo trata todo en persona, comprueba los documentos uno por uno y nada descuida." Sus consejeros observaban con asombro que su soberano despachaba más tarea que el más diligente de los secretarios. Cuando no trabajaba, Federico Guillermo se distraía cazando, montan- nteresaba ante todo por las do a caballo y dedicándose a la natación; después se entregaba con el mismo frenesí a la bebida y al juego, hasta altas horas de la noche. Este género de vida le jugaría malas pasadas. A mayor abundamiento, Federico Guillermo se hallaba dotado de imaginación rica y audaz. Sus proyectos se desbordaban siempre. Pronto iba a atraer la atención del mundo entero sobre su persona.
El joven príncipe-elector no quería ser, como su padre, simple vasallo del rey de Polonia y del emperador, ni temía que vanos escrúpulos pudieran obstaculizar sus designios. La única cosa de que no hubiera renegado por nada del mundo era su religión, pues, sin ser fanático, era un buen calvinista. El matrimonio con Cristina de Suecia era uno de sus primeros objetivos desde tiempo atrás. Decía a sus consejeros: "Consagremos una gran importancia a este asunto. Des- era uno de sus primeros objetivos desde tiempo atrás. Decía a sus pués de la ayuda de Dios, de él depende nuestra grandeza y la de nuestra casa. De todos modos precisaba ser prudente, los beligerantes se entregabansin reservas a toda clase de excesos en sus territorios de Cleves, Mark y Brandeburgo; los mercenarios reclutados por Jorge Guillermo habían jurado fidelidad más bien al emperador que al princípe-elector, y Federico Guillermo no podía contar con ellos para conquistar la corona sueca. Las rentas del Estado no representaban más que una séptima parte de las percibidas antes de la guerra. Pese al lujo ostentoso desplegado en la corte de Berlín, fue tan grande a veces la miseria durante los primeros tiempos de su reinado, que más de una vez hubo de solicitar préstamos a la administración municipal para ornamentar sus bellas bandejas de plata. Berlín era una pequeña ciudad de provincia, con cuchitriles vacilantes y porquerías bajo las ventanas; las chimeneas eran de madera o arcilla; veíanse por do- quier montones de estiércol y animales domésticos en libertad. En el palacio, sin terminar, la lluvia se filtraba hasta las habitaciones y sus contornos no eran más que pantanos. Todo respiraba abandono, miseria y tristeza, pero el joven que reinaba sobre todo aquello como dueño y señor, soñaba en convertirse en un gran personaje. 

### La agresión a Polonia
En septiembre de 1654 llegaba a Berlín un enviado sueco el conde Schlippenbach. Su misión consistía en anunciar al príncipe-elector Federico Guillermo que Carlos X Gustavo había ascendido al trono de Suecia. Pero, terminada la audiencia, el embajador le solicitó una entrevista privada. Según algunas informaciones, el sueco sugirió que su señor pensaba atacar Polonia y que el príncipe-elector obtendría buena parte de botín de guerra solo con poner los puertos del Báltico a disposición del cuerpo expedicionario sueco. En nuestros días -dijo el enviado del rey de Suecia, al parecer con cinismo- los dioses ya no hablan por boca de videntes e iluminados, pero sí se presenta la buena ocasión de atacar a una nación vecina podemos ver en ello un estimulo del Todopoderoso».
Luisa Enriqueta se opuso con vehemencia al proyecto de agresión contra Polonia. La mayoría de lo consejeros del príncipe-elector compartieron la opinión de Luisa Enriqueta; sólo Von Waldeck mostró cierto entusiasmo por la alianza sueca.

#### El problema polaco
Los éxitos de Carlos Gustavo liquidaron las vacilaciones de Federico Guillermo. Obtuvo la promesa de plena soberanía sobre Posen y territorios vecinos, pero no sobre Prusia oriental. Fue entonces cuando apareció por vez primera la idea de un "reparto de Polonia". Tratóse también de una cuestión que desempeñó luego un papel tristemente célebre e importante en la historia europea: la creación de un "corredor polaco" entre Pomerania y Prusia oriental; pero Carlos Gustavo rehusó dar su garantía al propuesto "corredor", debido a que proyectaba conservar para sí parte de Prusia.
En verano de 1656, el elector se puso en marcha hacia Varsovia, para unirse a las tropas aliadas. Federico Guillermo tenía razón en sentirse nervioso: había logrado organizar un ejército considerable, pero la tropa no conocía la disciplina y los oficiales desconfiaban de su jefe. Afortunadamente, logró triunfar.
Después de la victoria de suecos y brandeburgueses ante los muros de Varsovia, el príncipe-elector parecía otro hombre. Consciente de su inexperiencia en la materia, durante la batalla se había colocado a las órdenes de Carlos Gustavo, pero desempeñó con honor su tarea. Federico combatió valientemente y demostró desprecio por la muerte.
"Después, Carlos Gustavo pretendió sacar el mayor partido posible de la victoria, pero Federico Guillermo rehusó seguirlo en tal terreno, prefiriendo consolidar sus propias conquistas. Lo esencial era que Carlos Gustavo le reconociese, por fin, su entera soberanía sobre Prusia oriental. Tras ello, abandonó inmediatamente Polonia para atacar Dinamarca, pero en el momento de subir a su carroza, exclamó con aire amenazador: "¡Quien no está conmigo, está contra mí!" Evidentemente, no podían hacerse demasiadas ilusiones el uno con respecto al otro."
"Muy poco tiempo después, Federico Guillermo se enemistaba con Suecia. Bien o mal Polonia hubo de reconocer su plena soberanía sobre la Prusia Oriental; pronto el elector sería también dueño de la Pomerania sueca. En el momento de pactar alianza con Carlos Gustavo, trató de justificarse ante la opinión pública arguyendo que los polacos habían cometido el crimen de aliarse con los infieles tártaros y que él debía pagar su deuda de gratitud hacia los suecos, «salvadores del protestantismo y de las libertades alemanas». Cuando le convino, el príncipe-elector pintó a los suecos como enemigos de estas mismas libertades y a Polonia como «el baluarte cristiano»". 
Por la paz de Oliva, en 1660, devolvió la Pomerania sueca. Su soberanía sobre Prusia oriental fue el único beneficio conseguido. El príncipe-elector quedó harto contrariado, pero se consolaba con el pensamiento de que había ganado muchísimo en experiencia política y que Brandeburgo era, en aquel momento histórico, el Estado más poderoso de Alemania, a excepción del Austria.

## El Gran Elector

### El príncipe y sus súbditos
En noviembre de 1670, Eusebio von Brandt, embajador de Federico Guillermo en Varsovia, recibía la visita del coronel Cristián Luis de Kalckstein. Éste era uno de los jefes de la nobleza prusiana en lucha contra su nuevo monarca; defendía abiertamente la unión de Prusia oriental con Polonia, ilusión fundamental de los polacos. Von Brandt tenía la misión de detener al coronel y conducirlo fuera de Polonia; y cuando vio a Kalckstein meterse en la boca del lobo, el embajador no daba crédito a sus ojos: la suerte le ofrecía la mejor oportunidad.
Brandt hizo una discreta señal a su criado; luego, en medio de la conversación, las puertas se abrieron y un grupo de soldados del príncipe-elector, ocultos en la embajada, esperando ocasión favo- rable, se abalanzaron. En un minuto, Kalckstein se halló atado, amordazado y metido dentro de una carroza. Un soldado sentóse junto al cautivo, el cochero manejó el látigo y el coche partió veloz hacia la Prusia oriental. Se trataba de un verdadero rapto, de un flagrante atentado contra el derecho de gentes. El ambiente se hizo tan hostil a Von Brandt, que prefirió emprender la fuga. Para librarse de sospechas, el elector hizo comparecer a su embajador ante un tribunal, todo ello pura comedia: Von Brandt fue indultado en el acto. En cuanto a Kalckstein, acabó en el cadalso. El príncipe quiso dar un ejemplo.
Aunque dramático, el "asunto Kalckstein" sólo representó un simple episodio en la prolongada lucha de Federico Guillermo contra las representaciones populares en Brandeburgo, Prusia, Cleves y otras regiones sometidas a su autoridad.
Federico Guillermo reconocía de buena gana que "las alianzas son muy útiles, pero los recursos personales lo son más todavía; son co- sas con las que se puede contar; por el contrario, un príncipe sin di- nero y sin gente no es respetado por nadie". El príncipe-elector se sabía rodeado de vecinos que, a la primera ocasión, lo despojarían sin vacilaciones de sus territorios recién adquiridos; en consecuencia, después de la firma del tratado de Oliva mantuvo en pie de guerra una parte importante de su nuevo ejército.
El gran problema estribaba en mantener estas tropas. Como los demás príncipes alemanes, Federico Guillermo no era, de hecho, sino un gran terrateniente que vivía de sus posesiones personales. Se proponía lograr, pues, que se le concediera el derecho a imponer una ta- sa sobre determinadas mercancías vendidas en las ciudades. Estas contribuciones proporcionarían al príncipe rentas regulares; por otra parte, un porcentaje de la carga fiscal pasaría de los campesinos a la nobleza y a los ricos mercaderes. Federico lograba así dos objetivos de una vez: pagaría a su ejército y pondría fin al poder político de sus vasallos. Sólo después de ello le sería posible reunir en un haz todas las fuerzas de sus territorios dispersos y crear la poderosa administración centralizada que el príncipe-elector estimaba indispensable.

### Las relaciones con el exterior
Durante su reinado, el príncipe-elector se esforzó en aumentar la capacidad fiscal de sus súbditos. Para desarrollar la agricultura hizo venir técnicos suizos y holandeses, y abrió las puertas a la inmigración judía para estimular la actividad comercial; asimismo, tras la revocación del edicto de Nantes (1685), aceptando en Prusia multitud de hugonotes franceses, que crearon nuevas industrias. De todos modos, estas empresas no alcanzarían importancia hasta después de la muerte de Federico Guillermo.
El príncipe-elector dedicóse ante todo a desarrollar el comercio y la navegación. Entre el Oder y el Spree hizo abrir un canal que se convirtió en excelente vía de comunicación entre Hamburgo y la rica Silesia, y que contribuyó en gran manera al crecimiento de Berlín. Re- cordando su estancia en Holanda, Federico Guillermo soñaba con ofrendar a su país la supremacía marítima en el Báltico; de ahí sus enérgicas tentativas para conseguir colonias y crear una potente flota de guerra.
A partir de 1680, Federico Guillermo, con la ayuda de un tal Benjamín Raule, armador holandés establecido en Brandeburgo, fundó una pequeña colonia en África, en el golfo de Guinea, pero sólo sacó de ella un flaco provecho. El primer buque que se envió al litoral africano trajo un poco de oro, con el que se acuñó moneda; una vez terminada la operación, calcularon que había costado doble de lo que valía el oro. Indígenas y holandeses hicieron la vida imposible a los escasos colonos alemanes que allí se establecieron; por último, en 1721, los holandeses se apoderaron de la pequeña colonia africana de Federico Guillermo.
Al propio tiempo, la flota creada por Benjamín Raule tuvo breve existencia. Su "éxito" más destacado fue la captura -¡en tiempo de paz!- de un buque de guerra español en el puerto de Ostende. Federico Guillermo justificó la empresa pretendiendo que los españoles le debían aún algunos subsidios. 

## Matrimonios y descendencia

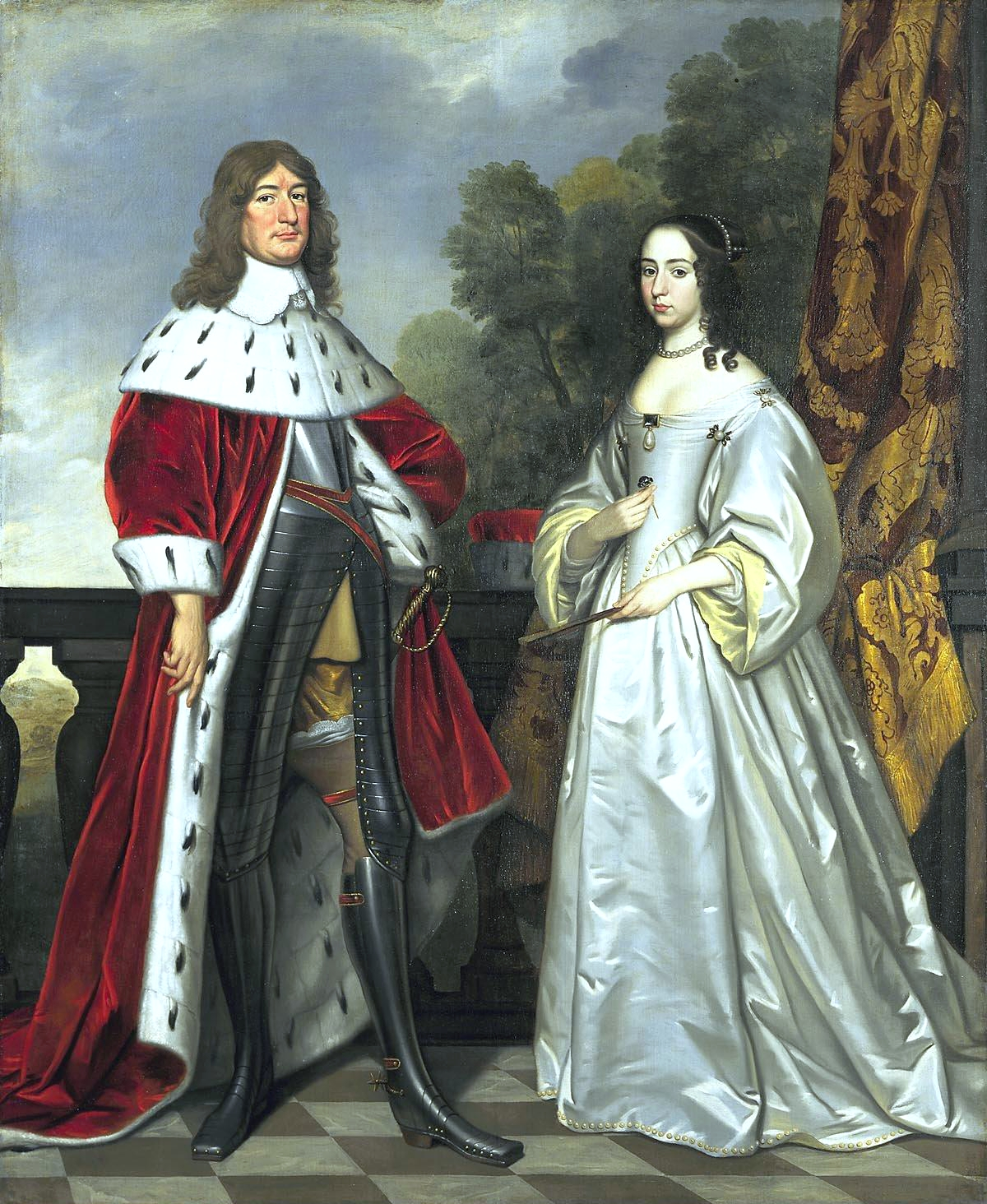
Retrato doble de Federico Guillermo y Luisa Enriqueta de Orange-Nassau, obra de Gerrit van Honthorst

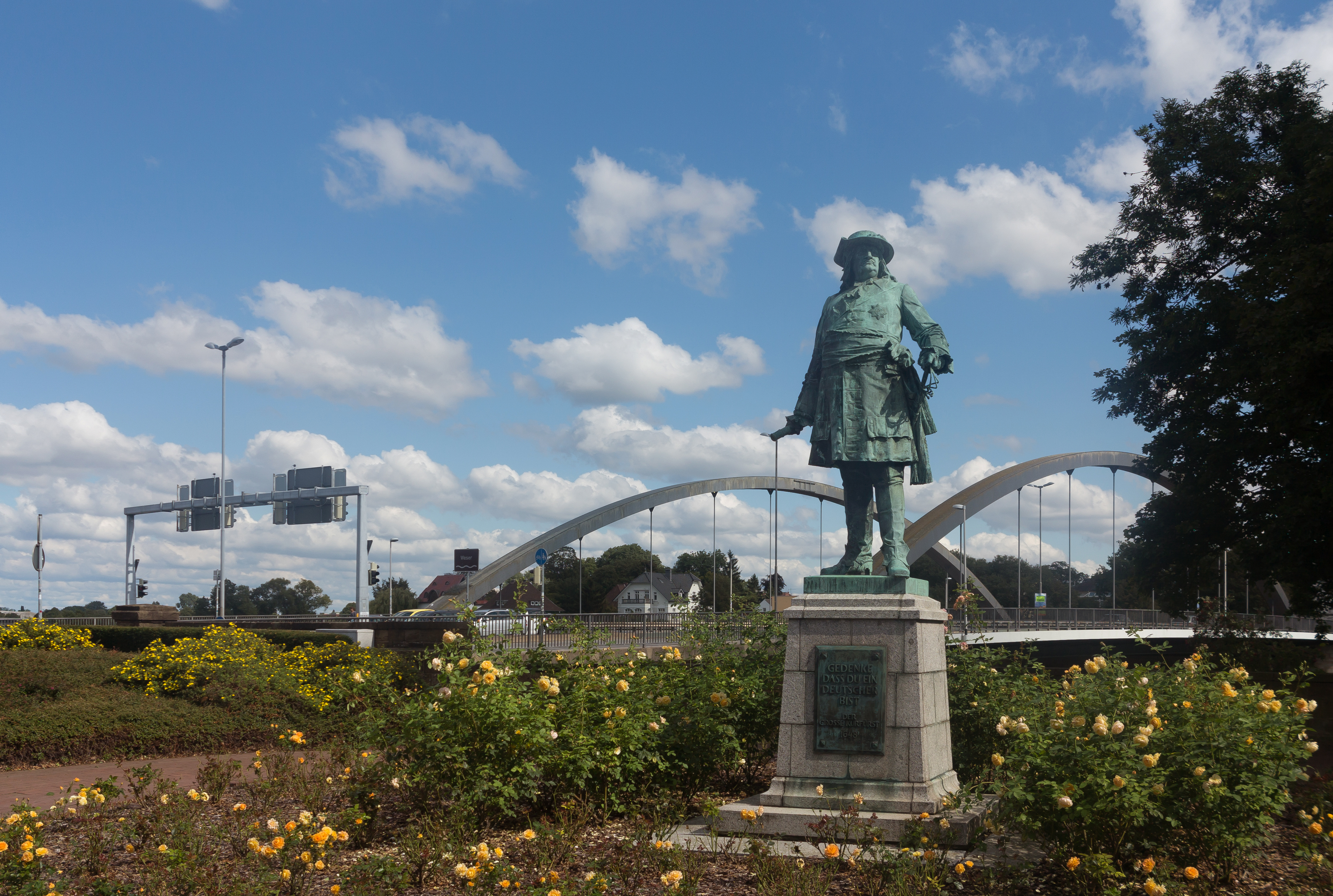
El monumento en Minden

El 7 de diciembre de 1646 Federico Guillermo se casó en La Haya con Luisa Enriqueta de Nassau-Orange (1627-1667), hija de Federico Enrique de Orange-Nassau y Amalia de Solms-Braunfels y su prima a través de Guillermo el Taciturno. Sus hijos fueron:
1. Guillermo Enrique, Príncipe Elector de Brandeburgo (1648-1649),
2. Carlos Emilio de Brandeburgo (1655-1674),
3. Federico I de Prusia (1657-1713), su sucesor,
4. Amalia (1656-1664),
5. Enrique (1664-1664),
6. Luis (1666-1687), quien se casó con Ludovica Carolina Radziwiłł.

El 13 de junio de 1668, Federico Guillermo se casó en Gröningen con Sofía Dorotea de Holstein, hija de Felipe de Schleswig-Holstein-Sonderburg-Glücksburg y Sofía Eduviges de Sajonia-Lauenburg.
Sus hijos fueron los siguientes:
1. Felipe Guillermo de Brandeburgo-Schwedt (1669-1711),
2. María Amalia de Brandeburgo (1670-1739) se casó con:
  1. Carlos de Mecklemburgo-Güstrow, hijo de Gustavo Adolfo de Mecklemburgo-Güstrow
  2. Mauricio Guillermo de Sajonia-Zeitz, hijo de Mauricio de Sajonia-Zeitz
3. Alberto Federico de Brandeburgo-Schwedt (1672-1731),
4. Carlos de Brandeburgo (1673-1695),
5. Isabel Sofía de Brandeburgo (1674-1748), quien se casó el 30 de marzo de 1703 con Cristián Ernesto de Brandeburgo-Bayreuth (6 de agosto de 1644 - 20 de mayo de 1712).
6. Dorotea (1675-1676),
7. Cristián Luis de Brandeburgo-Schwedt (1677-1734), receptor de los Conciertos de Brandeburgo de Bach.

## Antepasados
| \| \| \| \| \| \| \| \| \| \| \| \| \| \| \| \| \| \| \| \| 16. Juan Jorge I Margrave elector de Brandeburgo \| \| \| \| \| \| \| \| \| \| \| \| \| \| \| \| \| \| \| \| \| \| \| \| \| \| \| \| \| \| \| \| \| \| \| \| \| \| \| \| \| \| \| \| \| \| \| \| \| \| \| \| \| \| 8. Joaquín Federico, elector de Brandeburgo \| \| \| \| \| \| \| \| \| \| \| \| \| \| \| \| \| \| \| \| \| \| \| \| \| \| \| \| \| \| \| \| \| \| \| \| \| \| \| \| \| \| \| \| \| \| \| \| \| \| \| \| \| \| 17. Sofía, princesa de Legnica \| \| \| \| \| \| \| \| \| \| \| \| \| \| \| \| \| \| \| \| \| \| \| \| \| \| \| \| \| \| \| \| \| \| \| \| \| \| \| \| \| \| \| \| \| \| \| \| \| \| \| \| \| \| 4. Juan Segismundo, elector de Brandeburgo \| \| \| \| \| \| \| \| \| \| \| \| \| \| \| \| \| \| \| \| \| \| \| \| \| \| \| \| \| \| \| \| \| \| \| \| \| \| \| \| \| \| \| \| \| \| \| \| \| \| \| \| \| \| 18. margrave Juan de Brandeburgo-Küstrin \| \| \| \| \| \| \| \| \| \| \| \| \| \| \| \| \| \| \| \| \| \| \| \| \| \| \| \| \| \| \| \| \| \| \| \| \| \| \| \| \| \| \| \| \| \| \| \| \| \| \| \| \| \| 9. Margravina Catalina de Brandeburgo-Küstrin \| \| \| \| \| \| \| \| \| \| \| \| \| \| \| \| \| \| \| \| \| \| \| \| \| \| \| \| \| \| \| \| \| \| \| \| \| \| \| \| \| \| \| \| \| \| \| \| \| \| \| \| \| \| 19. Catalina de Brunswick-Wolfenbüttel \| \| \| \| \| \| \| \| \| \| \| \| \| \| \| \| \| \| \| \| \| \| \| \| \| \| \| \| \| \| \| \| \| \| \| \| \| \| \| \| \| \| \| \| \| \| \| \| \| \| \| \| \| \| 2. Jorge Guillermo, elector de Brandeburgo \| \| \| \| \| \| \| \| \| \| \| \| \| \| \| \| \| \| \| \| \| \| \| \| \| \| \| \| \| \| \| \| \| \| \| \| \| \| \| \| \| \| \| \| \| \| \| \| \| \| \| \| \| \| 20. duque Alberto I de Prusia \| \| \| \| \| \| \| \| \| \| \| \| \| \| \| \| \| \| \| \| \| \| \| \| \| \| \| \| \| \| \| \| \| \| \| \| \| \| \| \| \| \| \| \| \| \| \| \| \| \| \| \| \| \| 10. Alberto Federico, duque de Prusia \| \| \| \| \| \| \| \| \| \| \| \| \| \| \| \| \| \| \| \| \| \| \| \| \| \| \| \| \| \| \| \| \| \| \| \| \| \| \| \| \| \| \| \| \| \| \| \| \| \| \| \| \| \| 21. Ana María de Brunswick-Luneburgo \| \| \| \| \| \| \| \| \| \| \| \| \| \| \| \| \| \| \| \| \| \| \| \| \| \| \| \| \| \| \| \| \| \| \| \| \| \| \| \| \| \| \| \| \| \| \| \| \| \| \| \| \| \| 5. Duquesa Ana de Prusia \| \| \| \| \| \| \| \| \| \| \| \| \| \| \| \| \| \| \| \| \| \| \| \| \| \| \| \| \| \| \| \| \| \| \| \| \| \| \| \| \| \| \| \| \| \| \| \| \| \| \| \| \| \| 22. duque Guillermo V de Jülich, Cléveris y Berg, el Rico \| \| \| \| \| \| \| \| \| \| \| \| \| \| \| \| \| \| \| \| \| \| \| \| \| \| \| \| \| \| \| \| \| \| \| \| \| \| \| \| \| \| \| \| \| \| \| \| \| \| \| \| \| \| 11. María Leonor de Cléveris \| \| \| \| \| \| \| \| \| \| \| \| \| \| \| \| \| \| \| \| \| \| \| \| \| \| \| \| \| \| \| \| \| \| \| \| \| \| \| \| \| \| \| \| \| \| \| \| \| \| \| \| \| \| 23. archiduquesa María de Habsburgo-Jagellón \| \| \| \| \| \| \| \| \| \| \| \| \| \| \| \| \| \| \| \| \| \| \| \| \| \| \| \| \| \| \| \| \| \| \| \| \| \| \| \| \| \| \| \| \| \| \| \| \| \| \| \| \| \| 1. Federico Guillermo I de Brandeburgo \| \| \| \| \| \| \| \| \| \| \| \| \| \| \| \| \| \| \| \| \| \| \| \| \| \| \| \| \| \| \| \| \| \| \| \| \| \| \| \| \| \| \| \| \| \| \| \| \| \| \| \| \| \| 24. Federico III del Palatinado \| \| \| \| \| \| \| \| \| \| \| \| \| \| \| \| \| \| \| \| \| \| \| \| \| \| \| \| \| \| \| \| \| \| \| \| \| \| \| \| \| \| \| \| \| \| \| \| \| \| \| \| \| \| 12. Luis VI, elector palatino \| \| \| \| \| \| \| \| \| \| \| \| \| \| \| \| \| \| \| \| \| \| \| \| \| \| \| \| \| \| \| \| \| \| \| \| \| \| \| \| \| \| \| \| \| \| \| \| \| \| \| \| \| \| 25. María de Brandeburgo-Kulmbach \| \| \| \| \| \| \| \| \| \| \| \| \| \| \| \| \| \| \| \| \| \| \| \| \| \| \| \| \| \| \| \| \| \| \| \| \| \| \| \| \| \| \| \| \| \| \| \| \| \| \| \| \| \| 6. Federico IV, elector palatino \| \| \| \| \| \| \| \| \| \| \| \| \| \| \| \| \| \| \| \| \| \| \| \| \| \| \| \| \| \| \| \| \| \| \| \| \| \| \| \| \| \| \| \| \| \| \| \| \| \| \| \| \| \| 26. landgrave Felipe I de Hesse, el Magnanimo \| \| \| \| \| \| \| \| \| \| \| \| \| \| \| \| \| \| \| \| \| \| \| \| \| \| \| \| \| \| \| \| \| \| \| \| \| \| \| \| \| \| \| \| \| \| \| \| \| \| \| \| \| \| 13. Landgravina Isabel de Hesse \| \| \| \| \| \| \| \| \| \| \| \| \| \| \| \| \| \| \| \| \| \| \| \| \| \| \| \| \| \| \| \| \| \| \| \| \| \| \| \| \| \| \| \| \| \| \| \| \| \| \| \| \| \| 27. Landgravina Cristina de Sajonia \| \| \| \| \| \| \| \| \| \| \| \| \| \| \| \| \| \| \| \| \| \| \| \| \| \| \| \| \| \| \| \| \| \| \| \| \| \| \| \| \| \| \| \| \| \| \| \| \| \| \| \| \| \| 3. Isabel Carlota del Palatinado \| \| \| \| \| \| \| \| \| \| \| \| \| \| \| \| \| \| \| \| \| \| \| \| \| \| \| \| \| \| \| \| \| \| \| \| \| \| \| \| \| \| \| \| \| \| \| \| \| \| \| \| \| \| 28. Guillermo el Rico, conde de Nassau-Dillenburg \| \| \| \| \| \| \| \| \| \| \| \| \| \| \| \| \| \| \| \| \| \| \| \| \| \| \| \| \| \| \| \| \| \| \| \| \| \| \| \| \| \| \| \| \| \| \| \| \| \| \| \| \| \| 14. Guillermo de Orange príncipe de Orange y conde de Nassau \| \| \| \| \| \| \| \| \| \| \| \| \| \| \| \| \| \| \| \| \| \| \| \| \| \| \| \| \| \| \| \| \| \| \| \| \| \| \| \| \| \| \| \| \| \| \| \| \| \| \| \| \| \| 29. Juliana de Stolberg-Wernigerode \| \| \| \| \| \| \| \| \| \| \| \| \| \| \| \| \| \| \| \| \| \| \| \| \| \| \| \| \| \| \| \| \| \| \| \| \| \| \| \| \| \| \| \| \| \| \| \| \| \| \| \| \| \| 7. Condesa Luisa Juliana de Orange-Nassau \| \| \| \| \| \| \| \| \| \| \| \| \| \| \| \| \| \| \| \| \| \| \| \| \| \| \| \| \| \| \| \| \| \| \| \| \| \| \| \| \| \| \| \| \| \| \| \| \| \| \| \| \| \| 30. Luis III de Borbón-Montpensier \| \| \| \| \| \| \| \| \| \| \| \| \| \| \| \| \| \| \| \| \| \| \| \| \| \| \| \| \| \| \| \| \| \| \| \| \| \| \| \| \| \| \| \| \| \| \| \| \| \| \| \| \| \| 15. Princesa Carlota de Borbón \| \| \| \| \| \| \| \| \| \| \| \| \| \| \| \| \| \| \| \| \| \| \| \| \| \| \| \| \| \| \| \| \| \| \| \| \| \| \| \| \| \| \| \| \| \| \| \| \| \| \| \| \| \| 24. Jacqueline de Longwy \| \| \| \| \| \| \| \| \| \| \| \| \| \| \| \| \| \| \| \| \| \| \| \| \| \| \| \| \| \| \| \| \| \| \| \| \| \| \| \| \| \| \| \| \| \| \| \| \| \| \| \| |                                                              |  |  |  |  |  |  |  |  |  |  |  |  |  |  |  |
| |                                                              |  |  |  |  |  |  |  |  |  |  |  |  |  |  |  |
| | 16. Juan Jorge I Margrave elector de Brandeburgo             |  |  |  |  |  |  |  |  |  |  |  |  |  |  |  |
| |                                                              |  |  |  |  |  |  |  |  |  |  |  |  |  |  |  |
| |                                                              |  |  |  |  |  |  |  |  |  |  |  |  |  |  |  |
| | 8. Joaquín Federico, elector de Brandeburgo                  |  |  |  |  |  |  |  |  |  |  |  |  |  |  |  |
| |                                                              |  |  |  |  |  |  |  |  |  |  |  |  |  |  |  |
| |                                                              |  |  |  |  |  |  |  |  |  |  |  |  |  |  |  |
| | 17. Sofía, princesa de Legnica                               |  |  |  |  |  |  |  |  |  |  |  |  |  |  |  |
| |                                                              |  |  |  |  |  |  |  |  |  |  |  |  |  |  |  |
| |                                                              |  |  |  |  |  |  |  |  |  |  |  |  |  |  |  |
| | 4. Juan Segismundo, elector de Brandeburgo                   |  |  |  |  |  |  |  |  |  |  |  |  |  |  |  |
| |                                                              |  |  |  |  |  |  |  |  |  |  |  |  |  |  |  |
| |                                                              |  |  |  |  |  |  |  |  |  |  |  |  |  |  |  |
| | 18. margrave Juan de Brandeburgo-Küstrin                     |  |  |  |  |  |  |  |  |  |  |  |  |  |  |  |
| |                                                              |  |  |  |  |  |  |  |  |  |  |  |  |  |  |  |
| |                                                              |  |  |  |  |  |  |  |  |  |  |  |  |  |  |  |
| | 9. Margravina Catalina de Brandeburgo-Küstrin                |  |  |  |  |  |  |  |  |  |  |  |  |  |  |  |
| |                                                              |  |  |  |  |  |  |  |  |  |  |  |  |  |  |  |
| |                                                              |  |  |  |  |  |  |  |  |  |  |  |  |  |  |  |
| | 19. Catalina de Brunswick-Wolfenbüttel                       |  |  |  |  |  |  |  |  |  |  |  |  |  |  |  |
| |                                                              |  |  |  |  |  |  |  |  |  |  |  |  |  |  |  |
| |                                                              |  |  |  |  |  |  |  |  |  |  |  |  |  |  |  |
| | 2. Jorge Guillermo, elector de Brandeburgo                   |  |  |  |  |  |  |  |  |  |  |  |  |  |  |  |
| |                                                              |  |  |  |  |  |  |  |  |  |  |  |  |  |  |  |
| |                                                              |  |  |  |  |  |  |  |  |  |  |  |  |  |  |  |
| | 20. duque Alberto I de Prusia                                |  |  |  |  |  |  |  |  |  |  |  |  |  |  |  |
| |                                                              |  |  |  |  |  |  |  |  |  |  |  |  |  |  |  |
| |                                                              |  |  |  |  |  |  |  |  |  |  |  |  |  |  |  |
| | 10. Alberto Federico, duque de Prusia                        |  |  |  |  |  |  |  |  |  |  |  |  |  |  |  |
| |                                                              |  |  |  |  |  |  |  |  |  |  |  |  |  |  |  |
| |                                                              |  |  |  |  |  |  |  |  |  |  |  |  |  |  |  |
| | 21. Ana María de Brunswick-Luneburgo                         |  |  |  |  |  |  |  |  |  |  |  |  |  |  |  |
| |                                                              |  |  |  |  |  |  |  |  |  |  |  |  |  |  |  |
| |                                                              |  |  |  |  |  |  |  |  |  |  |  |  |  |  |  |
| | 5. Duquesa Ana de Prusia                                     |  |  |  |  |  |  |  |  |  |  |  |  |  |  |  |
| |                                                              |  |  |  |  |  |  |  |  |  |  |  |  |  |  |  |
| |                                                              |  |  |  |  |  |  |  |  |  |  |  |  |  |  |  |
| | 22. duque Guillermo V de Jülich, Cléveris y Berg, el Rico    |  |  |  |  |  |  |  |  |  |  |  |  |  |  |  |
| |                                                              |  |  |  |  |  |  |  |  |  |  |  |  |  |  |  |
| |                                                              |  |  |  |  |  |  |  |  |  |  |  |  |  |  |  |
| | 11. María Leonor de Cléveris                                 |  |  |  |  |  |  |  |  |  |  |  |  |  |  |  |
| |                                                              |  |  |  |  |  |  |  |  |  |  |  |  |  |  |  |
| |                                                              |  |  |  |  |  |  |  |  |  |  |  |  |  |  |  |
| | 23. archiduquesa María de Habsburgo-Jagellón                 |  |  |  |  |  |  |  |  |  |  |  |  |  |  |  |
| |                                                              |  |  |  |  |  |  |  |  |  |  |  |  |  |  |  |
| |                                                              |  |  |  |  |  |  |  |  |  |  |  |  |  |  |  |
| | 1. Federico Guillermo I de Brandeburgo                       |  |  |  |  |  |  |  |  |  |  |  |  |  |  |  |
| |                                                              |  |  |  |  |  |  |  |  |  |  |  |  |  |  |  |
| |                                                              |  |  |  |  |  |  |  |  |  |  |  |  |  |  |  |
| | 24. Federico III del Palatinado                              |  |  |  |  |  |  |  |  |  |  |  |  |  |  |  |
| |                                                              |  |  |  |  |  |  |  |  |  |  |  |  |  |  |  |
| |                                                              |  |  |  |  |  |  |  |  |  |  |  |  |  |  |  |
| | 12. Luis VI, elector palatino                                |  |  |  |  |  |  |  |  |  |  |  |  |  |  |  |
| |                                                              |  |  |  |  |  |  |  |  |  |  |  |  |  |  |  |
| |                                                              |  |  |  |  |  |  |  |  |  |  |  |  |  |  |  |
| | 25. María de Brandeburgo-Kulmbach                            |  |  |  |  |  |  |  |  |  |  |  |  |  |  |  |
| |                                                              |  |  |  |  |  |  |  |  |  |  |  |  |  |  |  |
| |                                                              |  |  |  |  |  |  |  |  |  |  |  |  |  |  |  |
| | 6. Federico IV, elector palatino                             |  |  |  |  |  |  |  |  |  |  |  |  |  |  |  |
| |                                                              |  |  |  |  |  |  |  |  |  |  |  |  |  |  |  |
| |                                                              |  |  |  |  |  |  |  |  |  |  |  |  |  |  |  |
| | 26. landgrave Felipe I de Hesse, el Magnanimo                |  |  |  |  |  |  |  |  |  |  |  |  |  |  |  |
| |                                                              |  |  |  |  |  |  |  |  |  |  |  |  |  |  |  |
| |                                                              |  |  |  |  |  |  |  |  |  |  |  |  |  |  |  |
| | 13. Landgravina Isabel de Hesse                              |  |  |  |  |  |  |  |  |  |  |  |  |  |  |  |
| |                                                              |  |  |  |  |  |  |  |  |  |  |  |  |  |  |  |
| |                                                              |  |  |  |  |  |  |  |  |  |  |  |  |  |  |  |
| | 27. Landgravina Cristina de Sajonia                          |  |  |  |  |  |  |  |  |  |  |  |  |  |  |  |
| |                                                              |  |  |  |  |  |  |  |  |  |  |  |  |  |  |  |
| |                                                              |  |  |  |  |  |  |  |  |  |  |  |  |  |  |  |
| | 3. Isabel Carlota del Palatinado                             |  |  |  |  |  |  |  |  |  |  |  |  |  |  |  |
| |                                                              |  |  |  |  |  |  |  |  |  |  |  |  |  |  |  |
| |                                                              |  |  |  |  |  |  |  |  |  |  |  |  |  |  |  |
| | 28. Guillermo el Rico, conde de Nassau-Dillenburg            |  |  |  |  |  |  |  |  |  |  |  |  |  |  |  |
| |                                                              |  |  |  |  |  |  |  |  |  |  |  |  |  |  |  |
| |                                                              |  |  |  |  |  |  |  |  |  |  |  |  |  |  |  |
| | 14. Guillermo de Orange príncipe de Orange y conde de Nassau |  |  |  |  |  |  |  |  |  |  |  |  |  |  |  |
| |                                                              |  |  |  |  |  |  |  |  |  |  |  |  |  |  |  |
| |                                                              |  |  |  |  |  |  |  |  |  |  |  |  |  |  |  |
| | 29. Juliana de Stolberg-Wernigerode                          |  |  |  |  |  |  |  |  |  |  |  |  |  |  |  |
| |                                                              |  |  |  |  |  |  |  |  |  |  |  |  |  |  |  |
| |                                                              |  |  |  |  |  |  |  |  |  |  |  |  |  |  |  |
| | 7. Condesa Luisa Juliana de Orange-Nassau                    |  |  |  |  |  |  |  |  |  |  |  |  |  |  |  |
| |                                                              |  |  |  |  |  |  |  |  |  |  |  |  |  |  |  |
| |                                                              |  |  |  |  |  |  |  |  |  |  |  |  |  |  |  |
| | 30. Luis III de Borbón-Montpensier                           |  |  |  |  |  |  |  |  |  |  |  |  |  |  |  |
| |                                                              |  |  |  |  |  |  |  |  |  |  |  |  |  |  |  |
| |                                                              |  |  |  |  |  |  |  |  |  |  |  |  |  |  |  |
| | 15. Princesa Carlota de Borbón                               |  |  |  |  |  |  |  |  |  |  |  |  |  |  |  |
| |                                                              |  |  |  |  |  |  |  |  |  |  |  |  |  |  |  |
| |                                                              |  |  |  |  |  |  |  |  |  |  |  |  |  |  |  |
| | 24. Jacqueline de Longwy                                     |  |  |  |  |  |  |  |  |  |  |  |  |  |  |  |
| |                                                              |  |  |  |  |  |  |  |  |  |  |  |  |  |  |  |
| |                                                              |  |  |  |  |  |  |  |  |  |  |  |  |  |  |  |

| Predecesor: Jorge Guillermo I | Margrave Elector de Brandeburgo Duque de Prusia 1640-1688 | Sucesor: Federico I |